# Langelandia caucasica
Langelandia caucasica es una especie de coleóptero de la familia Zopheridae.

## Distribución geográfica
Habita en Rusia.